# ناتالی وود
ناتالی وود (به انگلیسی: Natalie Wood) ‏(۲۰ ژوئیه ۱۹۳۸ – ۲۹ نوامبر ۱۹۸۱)‏ بازیگر اهل آمریکا بود که فعالیت سینمایی خود را از کودکی آغاز کرد و در جوانی به ستاره هالیوود تبدیل شد. وود قبل از ۲۵ سالگی سه بار نامزد اسکار شد.

## زندگی
او در سال ۱۹۳۸ در سان فرانسیسکو با نام تولد ناتالیا زاخارنکو زاده شد. والدین او نیکولای زاخارنکو و ماریا استپانووا از مهاجران روسی بودند که از سال‌های کودکی دور از زادگاه خود بزرگ شده بودند.

## زندگی هنری
او نخستین بار در سال ۱۹۴۳ در فیلم سرزمین شاد به بازی پرداخت و به عنوان بازیگر نوجوان در معجزه در خیابان سی و چهارم (۱۹۴۷) درخشید. وود با بازی در نقش مقابل جیمز دین در فیلم شورش بی‌دلیل (۱۹۵۵، نیکلاس ری) توانست نامزد جایزه اسکار بهترین بازیگر نقش مکمل زن شود. این موفقیت، راه او را برای گذر از قالب یک بازیگر نوجوان هموار کرد.

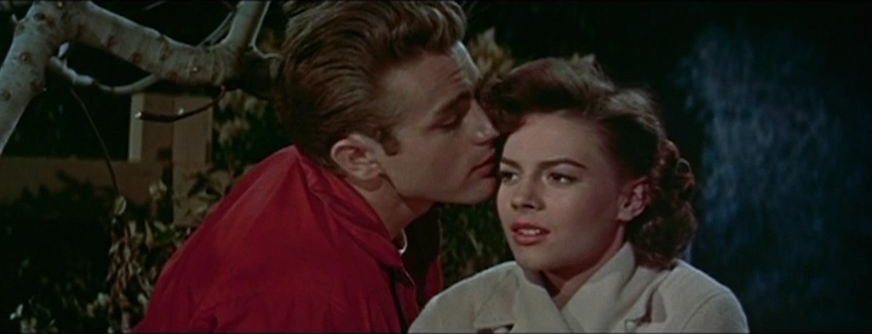
ناتالی وود به همراه جیمز دین در نمایی از فیلم شورش بی‌دلیل

او پس از آن در فیلم‌های داستان وست ساید (۱۹۶۱) و جیپسی (۱۹۶۲) درخشید. وود همچنین برای بازی در فیلم‌های شکوه علفزار(۱۹۶۱) و عشق با غریبه مطلوب (۱۹۶۳) توانست نامزدی جایزه اسکار بهترین بازیگر نقش اول زن را به‌دست آورد. او دوران موفقیت در دهه شصت میلادی را با حضور در فیلم‌هایی مانند باب و کارول، تد و آلیس (۱۹۶۹) ادامه داد. وود در آثار تلویزیونی نیز ظاهر شد و در سال ۱۹۷۹ به خاطر بازی در فیلم تلویزیونی از اینجا تا آخرت برنده جایزه گلدن گلوب شد.

## ازدواج
وود در سال ۱۹۵۷ با رابرت واگنر ازدواج کرد و در ۱۹۶۲ از او جدا شد. آن دو ده سال بعد در سال ۱۹۷۲ دوباره با هم ازدواج کردند.

## درگذشت
جسد ناتالی وود در نوامبر سال ۱۹۸۱ در چند صد متری قایق تفریحی او پیدا شد. پلیس علت مرگ ناتالی را غرق شدن بر اثر حادثه اعلام کرد اما با توجه به نزاع او با همسرش، ساعتی پیش از مرگ و کبودی‌های نمایان بر روی بدن ناتالی، گمانه زنی‌ها در این باره هیچگاه پایان نیافت. در سال ۲۰۱۲ پس از تحقیقات جدید پلیس پرونده مذکور را به طبقه‌بندی پرونده‌های حل‌نشده تغییر داد.

## فیلم‌شناسی

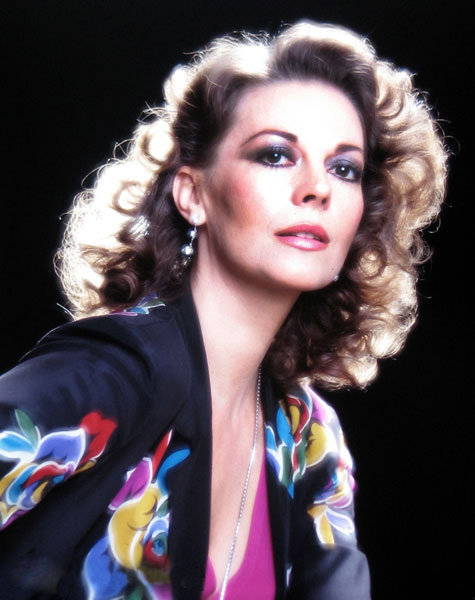
ناتالی وود در سال ۱۹۷۹

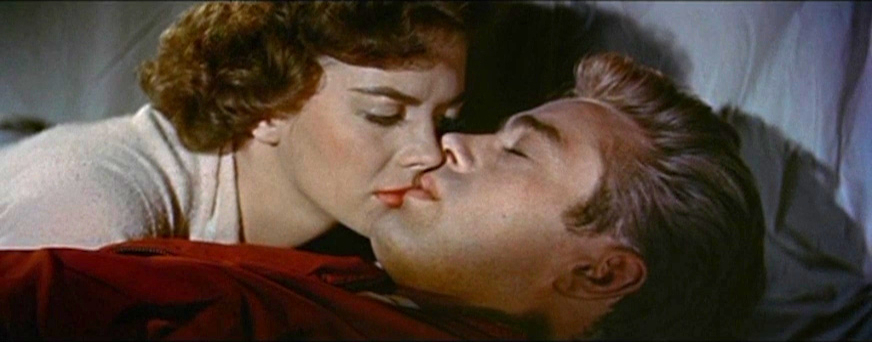
شورش بی‌دلیل (۱۹۵۵)

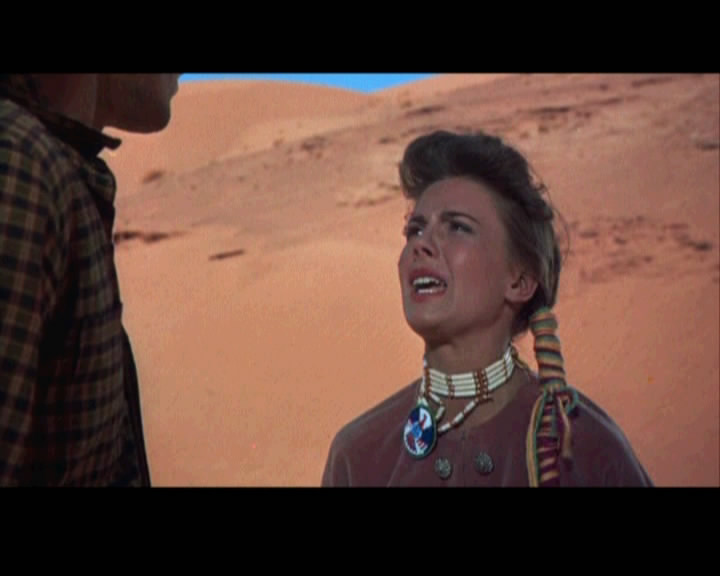
جویندگان (۱۹۵۶)

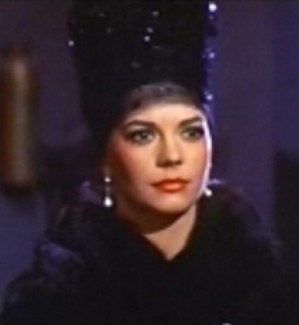
جیپسی (۱۹۶۲)

وود در بیش از ۵۰ فیلم سینمایی بازی کرده‌است که مهم‌ترین آنها عبارتند از:
- سرزمین شادی (۱۹۴۳)
- فردا همیشگی است (۱۹۴۵)
- عروس چکمه‌پوش (۱۹۴۶)
- روح و خانم موییر (۱۹۴۷)
- معجزه در خیابان سی و چهارم (۱۹۴۷)
- جوجه هر یکشنبه (۱۹۴۹)
- آواز غمگین برای من نخوان (۱۹۵۰)
- جک پات (۱۹۵۰)
- تور آبی (۱۹۵۱)
- فقط برای تو (۱۹۵۲)
- ستاره (۱۹۵۲)
- جام نقره‌ای (۱۹۵۴)
- شورش بی‌دلیل (۱۹۵۵)
- جویندگان (۱۹۵۶)
- دختری که او پشت سر گذاشت (۱۹۵۶)
- فریادی در شب (۱۹۵۶)
- تپه‌های سوزان (۱۹۵۶)
- سلاطین پیش می‌روند (۱۹۵۸)
- مارجوری مورنینگ استار (۱۹۵۸)
- کش مک‌کال (۱۹۶۰)
- گرگ‌های جوان (۱۹۶۰)
- شکوه علفزار (۱۹۶۱)
- داستان وست ساید (۱۹۶۱)
- جیپسی (۱۹۶۲)
- عشق با بیگانه کامل (۱۹۶۳)
- سکس و دختر مجرد (۱۹۶۴)
- درون دیزی کلاور (۱۹۶۵)
- مسابقه بزرگ (۱۹۶۵)
- این ملک محکوم است (۱۹۶۶)
- باب و کارول، تد و آلیس (۱۹۶۹)
- ماجرا (۱۹۷۳)
- کارآگاه خصوصی (۱۹۷۵)
- از اینجا تا ابدیت (۱۹۷۹)
- شهاب ثاقب (۱۹۷۹)
- آخرین زوج آمریکا (۱۹۷۹)
- مکاشفه مغزی (۱۹۸۱)